# Nefedivți, Camenița
Nefedivți (în ucraineană Нефедівці) este localitatea de reședință a comunei Nefedivți din raionul Camenița, regiunea Hmelnîțkîi, Ucraina.

## Demografie
Componența lingvistică a localității Nefedivți
     Ucraineană (98,42%)
     Alte limbi (0,63%)
Conform recensământului din 2001, majoritatea populației localității Nefedivți era vorbitoare de ucraineană (98,42%), existând în minoritate și vorbitori de alte limbi.